# Nery Alberto Castillo Confalonieri
Nery Alberto Castillo Jr. (nascut el 13 de juny del 1984 a San Luis Potosí) fou un futbolista mexicà. Pel que fa a clubs, la major part de la seva carrera la passà a Olympiacos FC i Shakhtar Donetsk.
Va jugar cedit a Manchester City, Dnipro Dnipropetrovsk, Chicago Fire, i Aris FC. Tornà a Mèxic a Pachuca i León, acabant la seva carrera al Rayo Vallecano.
Ha estat internacional amb la selecció de Mèxic, amb qui participà en la Copa Amèrica de futbol de 2007.